# Nabila Mounib
Pour les articles homonymes, voir Nabila.
Nabila Mounib (en arabe : نبيلة منيب), née le 14 février 1960 à Casablanca, est une professeure universitaire, chercheuse et femme politique marocaine. Elle est secrétaire générale du Parti socialiste unifié (PSU), du 16 janvier 2012 au 5 novembre 2023, devenant la première femme marocaine à diriger un parti politique.

## Biographie

### Études et carrière professionnelle
Née en 1960 à Casablanca, d'un père sahraoui Rguibi originaire de Es-Semara, et d'une mère de Fès, Nabila Mounib est titulaire d'un doctorat en endocrinologie délivré par l'université de Montpellier.
Elle est professeur de physiologie et génétique moléculaire à la faculté des sciences Aïn Chock de l'université Hassan II de Casablanca et secrétaire régionale du Syndicat national de l'Enseignement supérieur. 

### Carrière politique
En 1985, alors qu'elle préparait sa thèse de doctorat en France, elle milite au sein de la jeunesse des étudiants démocrates. Elle intègre ensuite l’Organisation pour les libertés d’information et d’expression (OLIE) et l'Organisation de l'action démocratique populaire (OADP), qui devient après fusion avec d'autres formations de gauche le Parti socialiste unifié,.
Lors du référendum constitutionnel de 2011, elle appelle avec son mouvement politique et l'Alliance de la gauche démocratique au boycott, estimant que la constitution n'est pas démocratique vu qu'elle maintient la majeure partie des pouvoirs aux mains du souverain et n'assure pas une réelle séparation des pouvoirs. Elle appelle également au boycott des élections législatives suivantes.
Interrogée par le magazine marocain Telquel en novembre 2012, elle affirme que son projet à court-terme est l'unification des forces de gauche en un fédéralisme progressiste démocratique. En août 2013, lors de l'éclatement de l'affaire Daniel Galvan Viña, elle critique ouvertement la grâce royale et estime «que la décision de l'accorder au pédophile Daniel Galvan, est inacceptable et devrait être révoquée le plus tôt possible».
Lors de la crise politique entre le Maroc et la Suède, à la suite d'un projet de loi suédois visant à reconnaître la République Sahraouie, Nabila Mounib a présidé une délégation marocaine à Stockholm, composée de partis de gauche (PSU, PPS, USFP..), entre le 4 et le 7 novembre 2015, en vue de trouver une issue à la crise. En janvier 2016, la télévision publique suédoise SVT annonce que le gouvernement suédois a renoncé à son projet de reconnaître le Sahara indépendant.
Le 24 septembre 2016, elle lance la campagne électorale de la Fédération de la gauche démocratique à Marrakech avec comme slogan « Avec nous, un autre Maroc est possible ». Le 7 octobre, à l'issue des élections, Nabila Mounib ne parvient pas à décrocher un siège sur la liste nationale mais la FGD obtient 2 sièges au parlement.
En juin 2020, elle décide de retirer le PSU de la Fédération de la gauche démocratique, à la suite de tensions internes entre les différents partis de la coalition. Cette décision est contestée par certains cadres du PSU, dont Mostafa Chanaoui.
Lors des éléctions législatives de 2021, elle est la seule candidate de son parti à décrocher un siège de député, dans la circonscription de Casablanca-Settat.

### Controverses et polémiques
Durant la pandémie du Covid-19, elle tient des propos concernant le virus et le vaccin qui lui valent d'être qualifiée de complotiste sur les réseaux sociaux et par certains médias. L'accès à la Chambre des représentants lui est refusé le 25 octobre 2021, faute de pass vaccinal, malgré la présentation d'un test PCR négatif, ce qui crée une polémique sur les réseaux sociaux.